# 普蒂利夫卡河
普蒂利夫卡河（羅馬化：Putylivka）是烏克蘭的河流，位於該國西部，屬於戈倫河的左支流，發源自普里維特內西北面，流經羅夫諾州和沃倫州，河道全長57公里，流域面積506平方公里。